# Sven Lindqvist
Sven Lindqvist (ur. 28 marca 1932 w Sztokholmie, zm. 14 maja 2019 tamże) – szwedzki dziennikarz, doktor historii literatury Uniwersytetu Sztokholmskiego (rząd Szwecji nadał mu honorową profesurę). Autor wielu esejów, zbiorów aforyzmów i reportaży m.in. z Afryki, Chin i Ameryki Południowej.

## Nagrody
- 1967 - Nagroda literacka dziennika Svenska Dagbladet[2]
- 1969 - Nagroda Doblouga[2][3]
- 1969 - Stora Journalistpriset[2][4]
- 1973 - Litteraturfrämjandets stora pris[5]
- 1993 - Nagroda Aniary[2][6]
- 1999 – Lotten von Kræmers pris (100 000 koron szwedzkich)[7][8]
- 2000 – Nagroda Kellgrena
- 2008 – Svenska Akademiens essäpris[9]
- 2011 – Ivar Lo-priset[10]
- 2012 – Leninpriset[11]

## Twórczość
- Ett förslag (1955),
- Handbok (1957)
- Reklamen är livsfarlig (1957)
- Hemmaresan (1959)
- Praktika (1962)
- Kina inifran (1963)
- Asiatisk erfarenhet (1964)
- Dagbok och diktverk (1966)
- Myten om Wu Tao-tzu (1967)
- Slagskuggan (1969)
- Självklara saker (1970)
- Jord och makt i Sydamerika (1973)
- Jordens gryning – Jord och makt i Sydamerika del II (1974)
- Arbetsbyte (1976)
- Lägenheter pa verkstadsgolvet (1977)
- Gräv där du star (1978)
- Hamiltons slutsats (1980)
- Kina nu (1980) (razem z Cecilią Lindqvist)
- Hamiltons slutsats (1980)
- En älskares dagbok (1981)
- En gift mans dagbok (1982)
- En underjordisk stjärnhimmel (1984)
- Elefantens fot (1985)
- Bänkpress (1988)
- Ökendykarna (1990)
- Av nyfikenhet öppnade jag dörren i muren (1991)
- Livstidsmänniskan (1992)
- Utrota varenda jävel (1992), Wytępić całe to bydło, W.A.B. 2009, tłum. Milena Haykowska, ISBN 978-83-7414-673-9
- Arbete & kärlek (1995)
- Antirasister (1995)
- Nu dog du: Bombernas arhundrade (1999); Już nie żyjesz. Historia bombardowań, W.A.B. 2023, tłum. Ewa Wojciechowska, ISBN 978-83-8318-362-6
- Framtidslandet (2000)
- Terra nullius – en resa genom ingens land (2005), Terra nullius. Podróż przez ziemię niczyją, W.A.B. 2010, ISBN 978-83-7414-795-8
- Fadern, sonen och den heliga motorcykeln (2006)
- Avsikt att förinta (2008)